# Cantonul Thury-Harcourt
Cantonul Thury-Harcourt este un canton din arondismentul Caen, departamentul Calvados, regiunea Basse-Normandie, Franța.

## Comune
| Comune              | Populație (1999) | Cod poștal | Cod INSEE |
| ------------------- | ---------------- | ---------- | --------- |
| Acqueville          | ...              | 14220      | 14002     |
| Angoville           | ...              | 14220      | 14013     |
| Le Bô               | ...              | 14690      | 14080     |
| Caumont-sur-Orne    | ...              | 14220      | 14144     |
| Cauville            | ...              | 14770      | 14146     |
| Cesny-Bois-Halbout  | ...              | 14220      | 14150     |
| Clécy               | ...              | 14570      | 14162     |
| Combray             | ...              | 14220      | 14171     |
| Cossesseville       | ...              | 14690      | 14183     |
| Croisilles          | ...              | 14220      | 14207     |
| Culey-le-Patry      | ...              | 14220      | 14211     |
| Donnay              | ...              | 14220      | 14226     |
| Espins              | ...              | 14220      | 14248     |
| Esson               | ...              | 14220      | 14251     |
| Martainville        | ...              | 14220      | 14404     |
| Meslay              | ...              | 14220      | 14411     |
| Placy               | ...              | 14220      | 14505     |
| La Pommeraye        | ...              | 14690      | 14510     |
| Saint-Denis-de-Méré | ...              | 14110      | 14572     |
| Saint-Lambert       | ...              | 14570      | 14602     |
| Saint-Omer          | ...              | 14220      | 14635     |
| Saint-Rémy          | ...              | 14570      | 14656     |
| Thury-Harcourt      | ...              | 14220      | 14689     |
| Tournebu            | ...              | 14220      | 14703     |
| Le Vey              | ...              | 14570      | 14741     |
| La Villette         | ...              | 14570      | 14756     |